# خولیکی
خولیکی (به لهستانی:  Holiki) یک روستا در لهستان است که در گمینا شدرا واقع شده‌است.